# Onslowiales
Ordre
Les Onslowiales sont un ordre d'algues brunes de la classe des Phaeophyceae.

## Étymologie
Le nom vient de la famille des Onslowiaceae dont le genre type Onslowia dérive de Onslow Bay (en) (Caroline du Nord, États-Unis), lieu où a été décrit le genre pour la première fois en 1980.

## Liste des familles
Selon AlgaeBase (16 août 2017) et World Register of Marine Species (16 août 2017) :
- famille des Onslowiaceae Draisma & Prud'homme van Reine